# Bittacus malaisei
Bittacus malaisei är en näbbsländeart som beskrevs av Bo Tjeder 1974. Bittacus malaisei ingår i släktet Bittacus och familjen styltsländor. Inga underarter finns listade i Catalogue of Life.